# فرهادي (اسم)
فرهادي هو اسم إيراني.
من الشخصيات التي تحمل هذا الاسم: 
- أديب فرهادي (ولد 1972) – أكاديمي أفغاني أمريكي.
- أصغر فرهادي (ولد 1972) – سينارست ومخرج سينمائي إيراني.
- إسماعيل فرهادي (ولد 1982)  - لاعب كرة قدم إيراني.
- محمد فرهادي (ولد 1949) – فيزيائي إيراني وسياسي ووزير حكومي.
- رافان فرهادي (ولد 1929) دبلوماسي أفغاني عمل سفيرا لأفغانستان إلى الأمم المتحدة من عام 1993 إلى 2006. كما كان عالم لغوي وباحث ومترجم.
- سارينا فرهادي (ولد 1998) ممثلة إيرانية.